# ロケット甲子園
ロケット甲子園（ろけっとこうしえん）は、秋田県能代市で8月に能代宇宙イベントで特定非営利活動法人日本モデルロケット協会の主催により開催される高校生によるモデルロケットのコンテストである。当初は2005年から宇宙甲子園の一環として開催されており、2009年以降はロケット甲子園として開催されており、毎年8月に開催される。国内で開催される中高校生を対象としたロケット競技のいわば「甲子園」に相当する競技会で出場校は全国から集結する。

## 概要
モデルロケットの開発、製造を通じて実践的な知識や経験を習得し、切磋琢磨することによって技術・技能水準の向上を図り、参加者間の交流を促進し、次代を担う技術者を育成することを企図する。
モデルロケットの開発、打ち上げの過程を通して自己研鑽、問題解決力の習得が図られる。
参加者達は"中高校生"ではあるものの、インターネットを通して入手したノウハウを貪欲に吸収、反映することにより、高い水準に達している。参加者達の一部は大学に進学後も競技を続ける者もいる。
優勝チームはTARC(Team America Rocketry Challenge)への出場権が得られる。
2015年度は7校10チームが参加した。

## ミッション
自分たちで設計・製作したモデルロケットで生卵を指定高度へ正確に打上げ、指定滞空時間後に割らずに着地回収する。

## 優勝校
- 第1回（2009年）：群馬県立桐生高等学校
- 第2回（2010年）：岩手高等学校
- 第3回（2011年）：岩手高等学校
- 第4回（2012年）：秋田県立能代高等学校
- 第5回（2013年）：秋田県立秋田北鷹高等学校
- 第6回（2014年）：秋田県立大曲工業高等学校
- 第7回（2015年）：秋田県立秋田北鷹高等学校
- 第8回（2016年）：埼玉県立大宮工業高等学校
- 第9回（2017年）：埼玉県立大宮工業高等学校
- 第10回（2018年）：普連土学園中学校高等学校
- 第11回（2019年）：普連土学園中学校高等学校
- 第12回（2021年）：普連土学園中学校高等学校